# Raja Nazarjan
Raja Nazar Nazarjan, bułg. Рая Назар Назарян (ur. 16 września 1985 w Warnie) – bułgarska prawniczka i polityk ormiańskiego pochodzenia, deputowana, w 2024 przewodnicząca Zgromadzenia Narodowego.

## Życiorys
Ukończyła studia prawnicze na Uniwersytecie Gospodarki Narodowej i Światowej. W 2013 podjęła praktykę adwokacką w Sofii, specjalizując się w prawie cywilnym. Początkowo pracowała u Menka Menkowa, reprezentującego m.in. Bojka Borisowa. Później współtworzyła własną kancelarią prawniczą. Była pełnomocniczką polityków partii GERB, w tym Delana Dobrewa. W wyborach z października 2022 z rekomendacji tego ugrupowania uzyskała mandat posłanki do Zgromadzenia Narodowego 48. kadencji. Z powodzeniem ubiegała się o reelekcję w kolejnych wyborach z kwietnia 2023, czerwca 2024 i października 2024.
Obejmowała funkcje wiceprzewodniczącej partyjnej frakcji i członkini zespołu negocjującego powołanie rządu. W czerwcu 2024 została wybrana na przewodniczącą bułgarskiego parlamentu 50. kadencji. Zajmowała to stanowisko do czasu rozpoczęcia kolejnej kadencji parlamentu w listopadzie tego samego roku.